# Coptosia sancta
Coptosia sancta là một loài bọ cánh cứng trong họ Cerambycidae.